# Vihajärvi
Vihajärvi är en sjö i Finland. Den ligger i kommunen Puolango i landskapet Kajanaland, i den centrala delen av landet, 500 km norr om huvudstaden Helsingfors. Vihajärvi ligger 151,9 meter över havet. Den är 12,1 meter djup. Arean är 3,68 kvadratkilometer och strandlinjen är 31,4 kilometer lång. Sjön  ingår i Kiminge älvs huvudavrinningsområde. 